# 五十年目の浮気
『五十年目の浮気』（ごじゅうねんめのうわき）は、1956年（昭和31年）8月1日に公開された日本映画である。製作は宝塚映画製作所（現在の宝塚映像）。配給は東宝。モノクロ、スタンダード。

## スタッフ
- 製作：山本紫朗
- 監督：青柳信雄
- 原作：館直志『お婆さんは留守』
- 脚本：中川順夫
- 音楽：河村篤二
- 撮影：西垣六郎
- 照明：中江啓介
- 美術監督：北猛夫
- 美術：清水喜代志
- 録音：高木梅之助
- チーフ助監督：岩城英二
- 製作担当者：久松健二

## キャスト
- 平五郎：柳家金語楼
- やす（お婆ちゃん）：初音礼子
- 平一（長男）：沢村宗之助
- みよ子（妻）：一の宮あつ子
- 光子（平一の娘）：夏亜矢子
- 宏（平一の弟）：秋山由紀雄
- さよ子（次女）：梓真弓
- 桝本（さよ子の夫）：丘寵児
- 平三（三男）：小原新二
- しげ子（六女）：環三千世
- 高島（しげ子の夫）：早川恭二
- お松（女中）：宮城まり子
- 植木屋親方植芳：寺島雄作
- 三河屋小僧良吉：土屋靖雄

## 同時上映
- 『恋すれど恋すれど物語』 - 原作菊田一夫、監督斎藤寅次郎、主演有島一郎、製作宝塚映画製作所